# 피니어스 오코넬
피니어스 오코넬(Finneas O'Connell, 1997년 7월 30일 ~ )은 미국의 작곡가, 음악 프로듀서, 가수, 배우이며, 가수 빌리 아일리시의 오빠이다. 제64회(2022) 그래미상 올해의 신인상 후보에 올랐다.

## 음반 목록

### 정규 음반
- Optimist (2021)

### EP
- Blood Harmony (2019)